# Мехтхилд фон Пфалц
Мехтхилд фон Пфалц (на немски: Mechthild von der Pfalz; * 7 март 1419, дворец Хайделберг; † 22 август 1482, дворец Хайделберг) от династията Вителсбахи е принцеса от Пфалц и чрез женитби графиня на Вюртемберг и ерцхерцогиня на Австрия.

## Живот
Дъщеря е на курфюрст Лудвиг III от Пфалц (1378 – 1436) и на Матилда Савойска (1390 – 1438), дъщеря на херцог Амадей Савойски-Ахая (1363 – 1402) и на съпругата му графиня Катарина от Женева, сестра на антипапа Климент VII (1378 – 1394).
Мехтхилд е сгодена на 25 ноември 1419 и се омъжва на 21 октомври 1436 г. в Щутгарт за граф Лудвиг I от Вюртемберг-Урах (1412 – 1450). Лудвиг умира от чума на 24 септември 1450 г.
На 10 август 1452 г. Мехтхилд се омъжва за ерцхерцог Албрехт VI от Австрия (1418 – 1463), брат на император Фридрих III. Двамата нямат деца. Под нейното влияние на 21 септември 1457 г. Албрехт VI основава университет във Фрайбург (Алберт-Лудвиг-университет Фрайбург).
Албрехт VI умира ненадейно на 2 декември 1463 г. и тя отива да живее в Ротенбург ам Некар. Мехтхилд събира там поети, музиканти, учени, художници и кара да преведат на немски Декамерон. През 1477 г. тя кара сина си Еберхард да основе университет в Тюбинген (Тюбингенски университет Еберхард и Карл).
Мехтхилд умира на 63-годишна възраст. Погребана е в манастирската църква в Тюбинген.
- Мехтхилд фон Пфалц, снимка на стъкло в манастирската църква Тюбинген
- Мехтхилд фон Пфалц в Codex Ingeram

## Деца
Мехтхилд и Лудвиг имат децата:
- Мехтхилд (* сл. 1436, † 1495), омъжена 1454 г. за Лудвиг II, ландграф на Хесен (1438 – 1471)
- Лудвиг II (* 1439, † 1457), от 1450 г. граф на Вюртемберг-Урах
- Андреас (*/† 1443)
- Еберхард V (* 1445, † 1496), от 1457 г. граф на Вюртемберг-Урах, и като Еберхард I от 1495 г. херцог на Вюртемберг
- Елизабет (* 1447, † 1505), омъжена 1470 г. за Йохан II, граф фон Насау в Саарбрюкен (1423 – 1472), и от 1474 г. за Хайнрих Стари, граф цу Щолберг (1436 – 1511)